# Liste des stations de radio anglaises reçues dans le Cotentin
Cet article intitulé liste des stations de radio anglaises reçues dans le Cotentin a pour but de recenser toutes les radios émettant depuis les îles anglo-normandes (ou du sud du Royaume-Uni) pouvant être reçues dans le Cotentin (France) :
- Qu'elles aient un caractère national, régional ou local ;
- Qu'elles aient un statut public ou privé.
- Selon leur mode de diffusion ou bandes de fréquences dédiées :

1. MW (Ondes moyennes),
2. LW (Ondes Longues),
3. FM (Modulation de Fréquence),
4. DAB (Digital Audio Broadcasting) ou plus connue en France sous le nom de RNT (Radio Numérique Terrestre).

## Radios nationales publiques (BBC)

### BBC Radio 1
BBC Radio 1 est diffusée en :
- FM (97.10Mhz)
- DAB (225.648 Mhz - Canal 12B)

### BBC Radio 1Xtra
BBC Radio 1Xtra est diffusée en DAB (225.648 Mhz - Canal 12B)

### BBC Radio 2
BBC Radio 2 est diffusée en :
- FM (89.60Mhz)
- DAB (225.648 Mhz - Canal 12B)

### BBC Radio 3
BBC Radio 3 est diffusée en :
- FM (91.10 Mhz)
- DAB (225.648 Mhz - Canal 12B)

### BBC Radio 4
BBC Radio 4 est diffusée en :
- FM (94.80 Mhz)
- LW (198 Khz)
- DAB (225.648 Mhz - Canal 12B)

### BBC Radio 4 Extra
BBC Radio 4 Extra est diffusée en DAB (225.648 Mhz - Canal 12B)

### BBC Radio 5 Live
BBC Radio 5 Live est diffusée en :
- MW (693 Khz)
- DAB (225.648 Mhz - Canal 12B)

### BBC Radio 5 Live Sports Extra
BBC Radio 5 Live Sports Extra est diffusée en DAB (225.648 Mhz - Canal 12B)

### BBC Radio 6 Music
BBC Radio 6 Music est diffusée en DAB (225.648 Mhz - Canal 12B)

### BBC Asian Network
BBC Asian Network est diffusée en DAB (225.648 Mhz - Canal 12B)

### BBC World Service
BBC World Service est diffusée en DAB (225.648 Mhz - Canal 12B)

## Radios nationales privées

### Talksport
Talksport est diffusée en 
- MW (1089 Khz)
- DAB (223.936 Mhz - Canal 12A) depuis Jersey

### Absolute
Absolute est diffusée en MW (1197 Khz et 1215 Khz)

### Smooth
Smooth est diffusée en
- MW (1170 Khz et 1323 Khz) depuis Brighton.
- DAB (223.936 Mhz - Canal 12A) depuis Jersey

### Gold
Gold est diffusée en MW (1548 Khz) depuis Londres.

### Sunrise
Sunrise est diffusée en MW (1458 Khz) depuis Londres.

### Heart
Heart est diffusée depuis Jersey en
- DAB (223.936 Mhz - Canal 12A)

### Nation Radio
Nation Radio est diffusée depuis Jersey en
- DAB (223.936 Mhz - Canal 12A)

### Nation Radio 60s
Nation Radio 60s est diffusée depuis Jersey en
- DAB (223.936 Mhz - Canal 12A)

### Nation Radio 70s
Nation Radio 70s est diffusée depuis Jersey en
- DAB (223.936 Mhz - Canal 12A)

### Nation Radio 80s
Nation Radio 70s est diffusée depuis Jersey en
- DAB (223.936 Mhz - Canal 12A)

### Nation Radio 90s
Nation Radio 70s est diffusée depuis Jersey en
- DAB (223.936 Mhz - Canal 12A)

### Nation Dance
Nation Dance est diffusée depuis Jersey en
- DAB (223.936 Mhz - Canal 12A)

### Nation Hits
Nation Hits est diffusée depuis Jersey en
- DAB (223.936 Mhz - Canal 12A)

### Nation Love
Nation Love est diffusée depuis Jersey en
- DAB (223.936 Mhz - Canal 12A)

### Nation Rocks
Nation Rocks est diffusée depuis Jersey en
- DAB (223.936 Mhz - Canal 12A)

### Virgin
Virgin est diffusée depuis Jersey en
- DAB (223.936 Mhz - Canal 12A)

### Capital
Capital est diffusée depuis Jersey en
- DAB (223.936 Mhz - Canal 12A)

### Times Radio
Times Radio est diffusée depuis Jersey en
- DAB (223.936 Mhz - Canal 12A)

### Angel Vintage
Angel Vintage est diffusée depuis Jersey en
- DAB (223.936 Mhz - Canal 12A)

### UCB1
UCB1 est diffusée depuis Jersey en
- DAB (223.936 Mhz - Canal 12A)

### UCB2
UCB2 est diffusée depuis Jersey en
- DAB (223.936 Mhz - Canal 12A)

### GB News
GB News est diffusée depuis Jersey en
- DAB (223.936 Mhz - Canal 12A)

## Radios locales privées

### Channel 103
Channel 103 (en) est diffusée depuis Jersey en :
- FM (103.70 Mhz)
- DAB (223.936 Mhz - Canal 12A)

### Island FM
Island FM (en) est diffusée en :
- FM (104.70 Mhz) depuis Guernesey
- DAB (223.936 Mhz - Canal 12A) depuis Jersey

### Soleil Radio
Soleil Radio est diffusée en :
- DAB (223.936 Mhz - Canal 12A) depuis Jersey

### Quay FM
Quay FM est diffusée en :
- DAB (223.936 Mhz - Canal 12A) depuis Jersey

### Bailiwick Radio Classics
Bailiwick Radio Classics est diffusée en:
- DAB (223.936 Mhz - Canal 12A) depuis Jersey

### Bailiwick Radio Hits
Bailiwick Hits est diffusée en:
- DAB (223.936 Mhz - Canal 12A) depuis Jersey

## Radios locales publiques (BBC)

### BBC Radio Guernesey
BBC Radio Guernesey est diffusée en :
- FM (93,20 Mhz)
- MW (1116 Khz)
- DAB (223.936 Mhz - Canal 12A)

### BBC Radio Jersey
BBC Radio Jersey est diffusée en :
- FM (88,80 Mhz)
- MW (1026 Khz)
- DAB (223.936 Mhz - Canal 12A)

### BBC Radio East Sussex
BBC Radio East Sussex est diffusée en MW (1161 Khz)

### BBC Radio Guernesey Xtra
BBC Radio Guernesey Xtraest diffusée en :
- DAB (223.936 Mhz - Canal 12A) depuis Jersey

### BBC Radio Jersey Xtra
BBC Radio Jersey Xtraest diffusée en :
- DAB (223.936 Mhz - Canal 12A) depuis Jersey

## Zones de réception possibles en FM et en DAB dans le Cotentin
Les zones de réception ne sont pas totalement identiques dans toute la région.
(Cliquer sur l’émetteur de Fremont Point Region localisé au nord de l’île de Jersey au niveau de la carte et zoomer en gardant le Cotentin)

## Autres informations
Liste des radios émises par satellite (ASTRA 2, 28°2 Est) selon les multiplexes de la BBC, Digital One (en) et Sound Digital (en) pouvant être reçues avec une parabole de 60cm dans le Cotentin.
Liste des radios anglaises pouvant être écoutées sur internet.
Quelques photos des émetteurs situés aux Platons à Jersey.